# Manisa

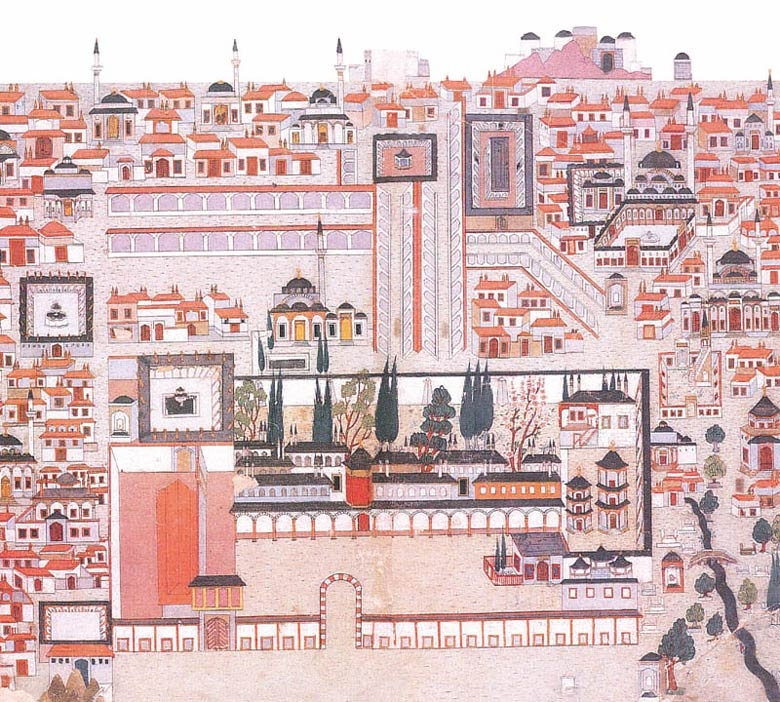
Miniatur Manisas im 16. Jahrhundert

Manisa (ursprünglich griechisch Μαγνησία Magnisía, osmanisch ماغنيسا Mağnisa) ist eine Stadt in der Türkei mit 420.015 Einwohnern (2019) und Hauptstadt der gleichnamigen Provinz Manisa im Westen von Anatolien. Die Stadt ist ein Zentrum des Rosinenhandels. Die Stadt liegt am nördlichen Fuß des Spil Dağı (antikes Sipylos-Gebirge) und am Ufer des Flusses Gediz. Die Großstadt Izmir liegt knapp 40 Straßenkilometer südwestlich von Manisa.
Im Jahr 2012 wurde Manisa zu einer Büyükşehir belediyesi (Großstadtgemeinde/Metropolprovinz) deklariert. Seit der Verwaltungsreform 2013 ist die Gemeinde flächen- und einwohnermäßig identisch mit dem Landkreis, zudem wurde der frühere zentrale Landkreis in zwei neue İlçe aufgeteilt: Şehzadeler und Yunusemre.

## Verwaltung
Mit dem Gesetz Nr. 6360, erlassen im Dezember 2012, wurde der zentrale Landkreis mit der Provinzhauptstadt Manisa in zwei Kreise bzw. Belediye (oder auch Stadtbezirke) aufgeteilt, so dass die Stadt de facto nicht mehr existierte: Yunusemre im (Nord-)Westen und Şehzadeler im (Süd-)Osten.
- Şehzadeler mit 33 Mahalle, 9 Belediye und 23 Dörfer (Köy)
- Yunusemre mit 24 Mahalle, 3 Belediye und 62 Dörfer (Köy)

## Demografie
Der Bevölkerungsanteil der zwei neu geschaffenen Belediye/İlçe an der Büyükşehir belediyesi:
|                   | 2020      | 2019      | 2018      | 2017      | 2016      | 2015      | 2014      | 2013      |
| ----------------- | --------- | --------- | --------- | --------- | --------- | --------- | --------- | --------- |
| Şehzadeler        | 168.110   | 171.138   | 171.116   | 170.953   | 169.800   | 168.695   | 166.443   | 164.649   |
| Yunusemre         | 251.905   | 246.440   | 239.324   | 229.733   | 220.382   | 211.673   | 204.436   | 199.683   |
| Summe             | 420.015   | 417.578   | 410.440   | 400.686   | 390.182   | 380.368   | 370.879   | 364.332   |
| Anteil (%)        | 28,95     | 28,99     | 28,71     | 28,36     | 27,93     | 27,56     | 27,11     | 26,80     |
| Büyükşehir Manisa | 1.450.616 | 1.440.611 | 1.429.643 | 1.413.041 | 1.396.945 | 1.380.366 | 1.367.905 | 1.359.463 |

## Geschichte
Die Stadt geht zurück auf das antike lydische Magnesia am Sipylos. (Zur antiken Geschichte siehe dort.) Die später zu Byzanz gehörende Stadt kam 1313 unter die Herrschaft der Saruchaniden und wurde 1398 Teil des osmanischen Reichs. Bis zur Eroberung Konstantinopels (1453) war sie abwechselnd mit Bursa Residenz der Sultane.
Manisa hieß früher Saruhan und gehörte im Osmanischen Reich zum Vilâyet Aydin. Später bildete es ein eigenes Sandschak und wurde 1923 eine Provinz der neugegründeten Türkischen Republik. 1927 erfolgte die Umbenennung in Manisa.
Manisa war ab 1919 von Griechenland besetzt, bis am 8. September 1922 griechische Truppen die Stadt auf ihrem Rückzug nach Smyrna in Brand steckten und türkische Truppen die Stadt während des Türkischen Befreiungskriegs besetzten.

### Investment der Volkswagen AG
Anfang Juli 2020 stoppte der VW-Konzern die Pläne für den Bau eines neuen Werks in Manisa. Hintergrund sei der durch die Corona-Krise erfolgte Einbruch der globalen Automobilnachfrage. Das Projekt für die Fabrik war eigentlich so gut wie beschlossen, hatte aber zuletzt auf Eis gelegen. Geplant war ursprünglich, dass 4000 Arbeitsplätze in der Westtürkei entstehen sollten. Volkswagen hatte sich aber auch zurückhaltender gezeigt, nachdem Kritik an der türkischen Politik in Nordsyrien sowie an der Menschenrechtslage in dem Land laut geworden war.

## Sehenswürdigkeiten

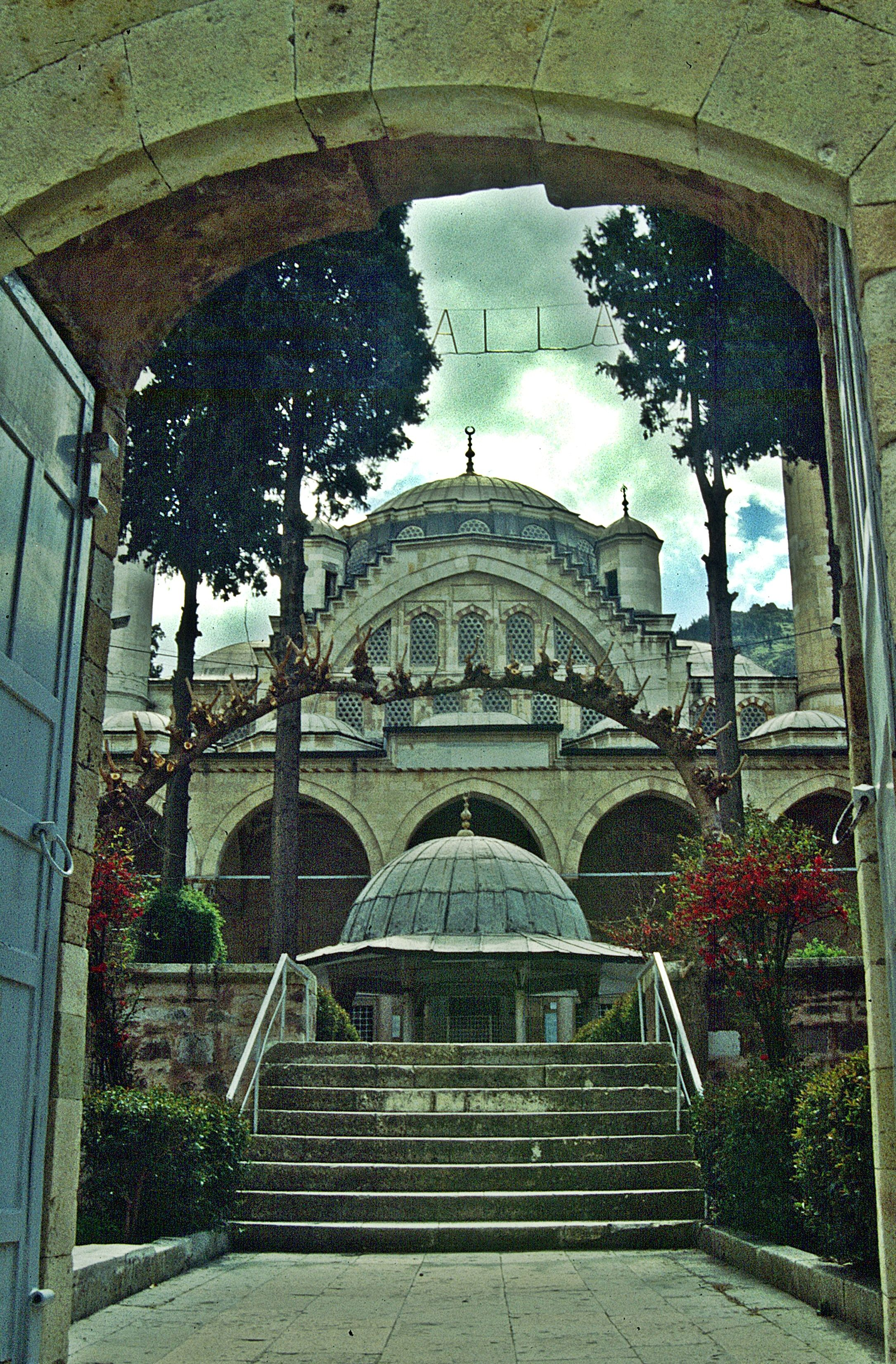
Eingang zur Muradiye-Moschee

Moscheen, Türben und Medresen aus der Zeit der Seldschuken und Osmanen, darunter die
- Ulu Camii (Große Moschee), das älteste islamische Bauwerk der Stadt, ist 1366 von Ishak Bey aus der Saruchaniden-Dynastie an der Stelle einer byzantinischen Kirche errichtet worden. Wie an den Kapitellen im Arkadenhof zu sehen ist, wurde dabei auch Material aus byzantinischer Zeit verwendet.
- Hatuniye Camii, 1490 von Şehinşah, Sohn Bayezid II.s, für seine Mutter erbaut. Die große zentrale Kuppel sitzt einem achteckigen Tambour auf.
- Sultan Camii (1522) im typisch osmanischen Baustil steht im Zentrum von Manisa. Ihr angeschlossen ist eine Medrese, ein Hamam und ein Hospital.
- Muradiye Camii wurde um 1585 im Auftrag von Murad III. nach den Plänen des damals schon hochbetagten Sinan erbaut. Den Innenraum schmücken farbige Fliesen, Ornamente und alte Teppiche. In der angrenzenden Medrese ist das Archäologisch-ethnologische Museum untergebracht.
- Reste der byzantinischen Stadtmauer und der byzantinischen Zitadelle.
- Das fälschlich Kybele-Relief genannte Felsrelief von Manisa
- Niobe-Felsen
- Spil Dağı

## Klimatabelle
|                        | Jan   | Feb   | Mär  | Apr  | Mai  | Jun  | Jul  | Aug  | Sep  | Okt  | Nov  | Dez   |   |       |
| Mittl. Temperatur (°C) | 6,8   | 7,6   | 10,7 | 15,4 | 20,7 | 25,9 | 28,5 | 28,2 | 23,6 | 18,2 | 11,8 | 8,3   | ⌀ | 17,2  |
| Mittl. Tagesmax. (°C)  | 10,9  | 12,2  | 16,3 | 21,4 | 27,4 | 32,7 | 35,3 | 35,3 | 30,9 | 24,4 | 16,9 | 12,1  | ⌀ | 23    |
| Mittl. Tagesmin. (°C)  | 3,1   | 3,4   | 5,5  | 9,4  | 13,9 | 18,6 | 21,6 | 20,4 | 16,8 | 12,5 | 7,3  | 4,8   | ⌀ | 11,5  |
|                        |       |       |      |      |      |      |      |      |      |      |      |       |   |       |
| Niederschlag (mm)      | 108,7 | 101,8 | 79,7 | 55,4 | 31,6 | 12,7 | 5,3  | 4,0  | 15,0 | 43,2 | 96,1 | 132,2 | Σ | 685,7 |
|                        |       |       |      |      |      |      |      |      |      |      |      |       |   |       |
| Sonnenstunden (h/d)    | 2,8   | 3,7   | 5,1  | 6,2  | 8,0  | 10,2 | 10,6 | 10,2 | 8,6  | 6,4  | 3,7  | 2,1   | ⌀ | 6,5   |
|                        |       |       |      |      |      |      |      |      |      |      |      |       |   |       |
| Regentage (d)          | 10,8  | 10,5  | 9,0  | 8,7  | 6,1  | 2,6  | 1,1  | 0,8  | 2,4  | 5,6  | 9,3  | 12,7  | Σ | 79,6  |

| 3,1 |

| 3,4 |

| 5,5 |

| 9,4 |

| 13,9 |

| 18,6 |

| 21,6 |

| 20,4 |

| 16,8 |

| 12,5 |

| 7,3 |

| 4,8 |

| 3,1 |

| 3,4 |

| 5,5 |

| 9,4 |

| 13,9 |

| 18,6 |

| 21,6 |

| 20,4 |

| 16,8 |

| 12,5 |

| 7,3 |

| 4,8 |

## Partnerstädte
- Ingolstadt, Deutschland (seit 1998)
- Skopje, Nordmazedonien (seit 1985)
- Prijedor, Bosnien und Herzegowina (seit 2007)

## Söhne und Töchter der Stadt
- Ahmed I. (1590–1617), Sultan des Osmanischen Reiches
- Ufuk Arslan (* 1987), türkischer Fußballspieler
- Kaan Aşnaz (* 1995), türkischer Fußballspieler
- Yusuf Atılgan (1921–1989), türkischer Schriftsteller
- Burak Balcı (* 1994), türkischer Fußballspieler
- Hikmet Balioğlu (* 1990), türkischer Fußballspieler
- İlhan Berk (1918–2008), türkischer Dichter und Essayist
- Mehmet Çelik (* 2001), Mittelstreckenläufer
- Murat Danacı (* 1976), Schauspieler
- İsmail Demiriz (* 1962), türkischer Fußballspieler und -trainer
- Ümit Dündar (* 1955), General
- Mehmet Erdem (* 1978), türkischer Sänger
- Reha Erginer (* 1970), türkischer Fußballspieler und -trainer
- Raphaël Esrail (1925–2022), französischer Überlebender des Holocaust, Ingenieur
- Hüseyin Hamamcı (* 1951), türkischer Fußballspieler und -trainer
- Ayberk Karapo (* 2004), Fußballspieler
- Gregor von Kydonies (1864–1922), orthodoxer Märtyrer und Metropolit von Ayvalık
- Yitzhak Isaac Levy (1919–1977), israelischer Musikwissenschaftler und Komponist
- Chaim Nahum (1873–1960), Großrabbiner im Osmanischen Reich
- Zeki Önatlı (* 1968), türkischer Fußballspieler und -trainer
- Perihan Önder (* 1960), türkische Komponistin und Musikwissenschaftlerin
- Kemal Özdeş (* 1970), türkischer Fußballspieler und -trainer
- Yavuz Özsevim (* 1990), türkischer Fußballspieler
- Ufuk Arslan (* 1987), türkischer Fußballspieler
- Oğuzhan Palaz (* 1997), türkischer Fußballspieler
- Ruhsar Pekcan (* 1958), Elektroingenieurin, Unternehmerin und Politikerin
- Ruhi Sarıalp (1924–2001), türkischer Leichtathlet
- Der Tarzan von Manisa (1899–1963), Exzentriker und Umweltschützer
- Hakan Turan (* 1992), türkischer Fußballspieler
- Bilal Türkgüler (* 1984), türkischer Fußballspieler
- Oğuzhan Yıldırım (* 1995), türkischer Fußballspieler
- Yener Yörük (* 1963), türkischer Medizinprofessor
- Ferdi Zeyrek (1977–2025), türkischer Architekt und Politiker (CHP), Bürgermeister von Manisa